# The Westin Virginia Beach Town Center & Residences
Pour les articles homonymes, voir Westin (homonymie).
The Westin Virginia Beach Town Center & Residences est un gratte-ciel de 122 mètres de hauteur (hauteur du toit) construit à Virginia Beach dans l'état de Virginie, aux États-Unis de 2005 à 2007. Avec la flèche la hauteur maximale de l'immeuble est de 155 mètres. Il abrite 236 chambres d'hôtels de la chaine Westin du 3e au 16e étage, 119 logements du 17e étage au 36e étage et 5 niveaux de parking.
C'est toujours en 2024 le plus haut gratte-ciel de l'état de Virginie si on prend en compte la hauteur maximale de l'immeuble.
L'architecte est l'agence Brennan Beer Gorman (BBGM)